# Metallochemia
A Metallochemia (más ismert nevein Magyar Ónművek; Magyar Ónművek, Fémkohó és Vegyipari Rt.; teljes nevén Metallochemia Kohászati, Vegyipari és Fémkereskedelmi Rt.) egy magyarországi színesfémkohászati vállalat volt. A vegyipari vállalatot 1908-ban alapították, a két világháború között vált stratégiai jelentőségű vállalattá, majd a 20. század második felében élte virágkorát. Az 1990-es rendszerváltás után a vállalat összeomlott. A Metallochemia leginkább a bezárása után hátramaradt jelentős mértékű környezetszennyezésről ismert.

## A vállalat története

### Alapítás és hőskorszak
A Metallochemia jogelődjét, a Magyar Ónműveket 1908. május 31-én Lossinszky Imre alapította Budapesten. A vállalat fő profilja a Cséry-telep óntartalmú hulladékainak kinyerése és értékesítése volt. Az eredetileg egy pincében működő vállalkozás gyorsan növekedett, ezért a tulajdonos egy nagytétényi külterületre költöztette, közvetlenül a Budapest–Pécs-vasútvonal Nagytétény-Diósd állomása mellé. Az eredetileg egy hektárnál kisebb területű üzemben hatvan fő körüli munkáslétszámmal kezdődött meg az ipari léptékű fémfeldolgozás. A vállalat fejlődését nagyban segítette az első világháborús hadi konjunktúra. A harcterekről a hátországba visszaküldött roncsok, fegyverek és berendezések jelentették az olcsó nyersanyagforrást, a csúcsra járatott fegyvergyárak pedig a felvevőpiacot. 1918-ra az egyre bővülő Magyar Ónművekben már 300-nál többen dolgoztak. Az első világháború után az Ónműveket felvásárolta a Magyar-Angol Bank, az átszervezett és új profillal ellátott vállalat neve ekkor változott Magyar Ónművek, Fémkohó és Vegyipari Rt-re. A cég profilja egyre bővült: a hulladékból nyert fémekből rézgálicot, korrózióvédő festéket, porfestéket gyártottak. Az 1929-es nagy gazdasági világválságot a cég viszonylag könnyedén, munkásai egy részének elbocsájtásával túlélte. A vállalat 1935-ben felvette a Metallochemia nevet. A második világháború végén a kevésbé károsodott üzemek közé tartozott, berendezéseit nem szállították el, a nagytétényi telepet csak kisebb légitámadások érték.

### Állami vállalatként
A Magyar Népköztársaság 1950. január 1-én a gyárat állami tulajdonba vette. Az újabb beruházások kivitelezése érdekében az üzem nagytétényi telkének méretét a duplájára növelték. A következő néhány év a feszített tempójú fejlesztések jegyében telt el. A vállalat 1952-től újabb festéktípusok gyártásába kezdett, 1953-ban ólomfinomító, 1955-ben pedig új rézkonverter üzemegységek kezdték meg működésüket. 1956-ban a vállalat képessé vált a ólomércekben és a rézércekben előforduló értékes fémek (arany, ezüst) kinyerésére, amelyet a vállalat az Állami Pénzverde számára értékesített. Az 1950-es évek második felében a nagytétényi telep dolgozóinak létszáma már meghaladta a 600-at. 1964-ben a Metallochemia a Csepel Művek Tröszt része lett. 1967-től a Metallochemiában bontották szét és dolgozták fel a forgalomból kivont akkumulátorokat, szintén ebben az időben kezdődött meg a bőrcserzéshez használatos vegyszerek gyártása. 1980-tól pedig akkumulátor-feldolgozás terén monopolhelyzetben volt a belföldi piacon. A Metallochemia 1983 januárjában lett a Metalloglobus Vállalat üzeme.

### Környezetvédelmi problémák és a bezárás
Az 1960-as évektől kezdve a vállalat működésére egyre nagyobb súlyként nehezedtek az általa okozott környezetkárosítási problémák. A gyár alapítása utáni első fél évszázadban szinte semmiféle környezetvédelmi beruházást nem hajtott végre. A különböző mérgező anyagok a kéményeken keresztül a levegőbe távoztak, majd kiülepedtek a környező területeken, a csapadékvíz nehézfémekkel együtt szivárgott a talajba. Az első ólomszennyezésre utaló jeleket 1966-ban tárták fel: egy felhőszakadás után a gyár szennyvízrendszere kiöntött és súlyos károkat okozott egy kertészetnek. Az 1970-es évek közepére nyílt titok volt, hogy a Metallochemia súlyos nehézfémszennyezés forrása, 1977-ben ezért leállították a leginkább szennyező ólomkohászatot. Ugyanakkor az ólomfeldolgozás tovább folyt, a begyújtött akkumulátorok anyagát az NDK-ba exportálták. 1986-ban egy állami vizsgálat súlyos környezetkárosítást állapított meg, a vizsgálat zárójelentésében a szakemberek a környező lakosság kitelepítését javasolták. 1989-ben a Közegészségügyi Intézet tanulmánya a telep környékén előforduló nagyszámú daganatos megbetegedésre hívta fel a figyelmet. A környékbeli telkek elértéktelenedtek, a telkeken termesztett zöldségek és gyümölcsök eladhatatlanok voltak.
A Metallochemia ellen előbb a környező lakosság, majd a hatóság is fellépett. Egy 1989-ben alakult civilszervezet egyre hangosabban követelte a Metalloglobustól a Metallochemia bezárását, ezt pedig az egyre szervezetebben fellépő politikai ellenzék is támogatta. Az akkor egyre jobban gyengülő kormányzat egy ideig még megvédte a gyárat, de ez a politikai rendszerváltozás csúcspontját jelentő 1990-es választások után már nem volt többé lehetséges. A budapesti KÖJÁL 1990. május 25-én ellenőrzést tartott a telephelyen, és az ottani állapotok láttán a Metallochemia azonnali bezárását rendelte el. (A dolgozóknak olyan gyorsan kellett távozniuk munkahelyükről, hogy eszközeiket a munkaasztalokon, ruháikat az öltözőkben hagyták, a kohászat edényeibe később beleszilárdult az otthagyott olvadt fém.) A nehéz helyzetbe került dolgozók tüntettek a gyár bezárása ellen, sikertelenül. A telepet teljesen leállították és területére a következő 10 évben senki sem léphetett be.

## A nagytétényi telep felszámolása
A telep udvarán a működés évtizedeiben folyamatos volt a nehézfémtartalmú kohósalak felhalmozása. A gyár 1990-es megbénulása után már nem a környéket ellepő füst, hanem az udvaron tárolt közel 700 tonnányi kohósalak kiporzása volt a jellemző szennyezőforrás. A környezeti vizsgálatok megállapították, hogy a Metallochemia egész telepe, a telep környéki talajvíz, valamint a tőle délkeletre fekvő kertes területek is nehézfémmel szennyezettek. A helyi lakosok és a környezetvédelmi hatóság hosszas vitákba bonyolódott a Metallochemia telepének új tulajdonosával, aki vitatta, hogy a telepen kívüli környezeti kár felszámolása az ő dolga lenne. A pereskedés és a szennyezés felszámolására vonatkozó tervek 10 éven át konzerválták a telep állapotát. Az üzem bontása 2000-ben kezdődött el, de a bontott anyagok elhelyezésének problematikája megoldatlan volt. 2004-ben végül az állam szerepvállalása mozdította ki a holtpontról a vitát. 2004-ben az állam megszerezte a telek fölötti tulajdonjogot, mivel az tervezett M6-os autópálya építéséhez kívánta igénybe venni a Metallochemia területét, ahol a Budapest–Pécs-vasútvonal és a Budapest–Murakeresztúr-vasútvonal fölött átívelő felüljárók építéséhez amúgyis szükség volt nagyobb mennyiségű töltésanyagra. Ez vezetett végül a probléma megoldásához: az autópálya nyomvonalát szigetelték, majd az üzem épületeinek bontásából és a salaktengerből származó anyagból építették fel a felüljárókra vezető alépítményt. A maradék anyagot az autópálya mellett, az egykori telek déli felén összehordták, ahol egy szintén szigetelt földszarkofágba temették el. A földszarkofágba került a környező telkekről összegyűjtött ólomszennyezett talaj is. A telep bontásával 2007-ben végeztek.
A Harangozó utca és az autópálya között, az hajdani Metallochemia-telek déli részén áll a 6-8 méter magas mesterséges domb, a telep egykoron csarnokoknak és kéményeknek otthont adó északi része pedig rét. A Harangozó utca végén, a Nagytétény-Diósd vasútállomás közelében álló transzformátorház romja emlékeztet egyedül a hajdani gyárra.